# روبرت تومسون (لاعب اتحاد الرغبي)
روبرت تومسون (بالإنجليزية: Robert Thompson)‏ هو لاعب اتحاد الرغبي أسترالي، ولد في 8 مارس 1947 في روتوروا في نيوزيلندا.

## وصلات خارجية
- روبرت تومسون عل موقع إسبنسكروم (الإنجليزية)